# Fort Breendonk

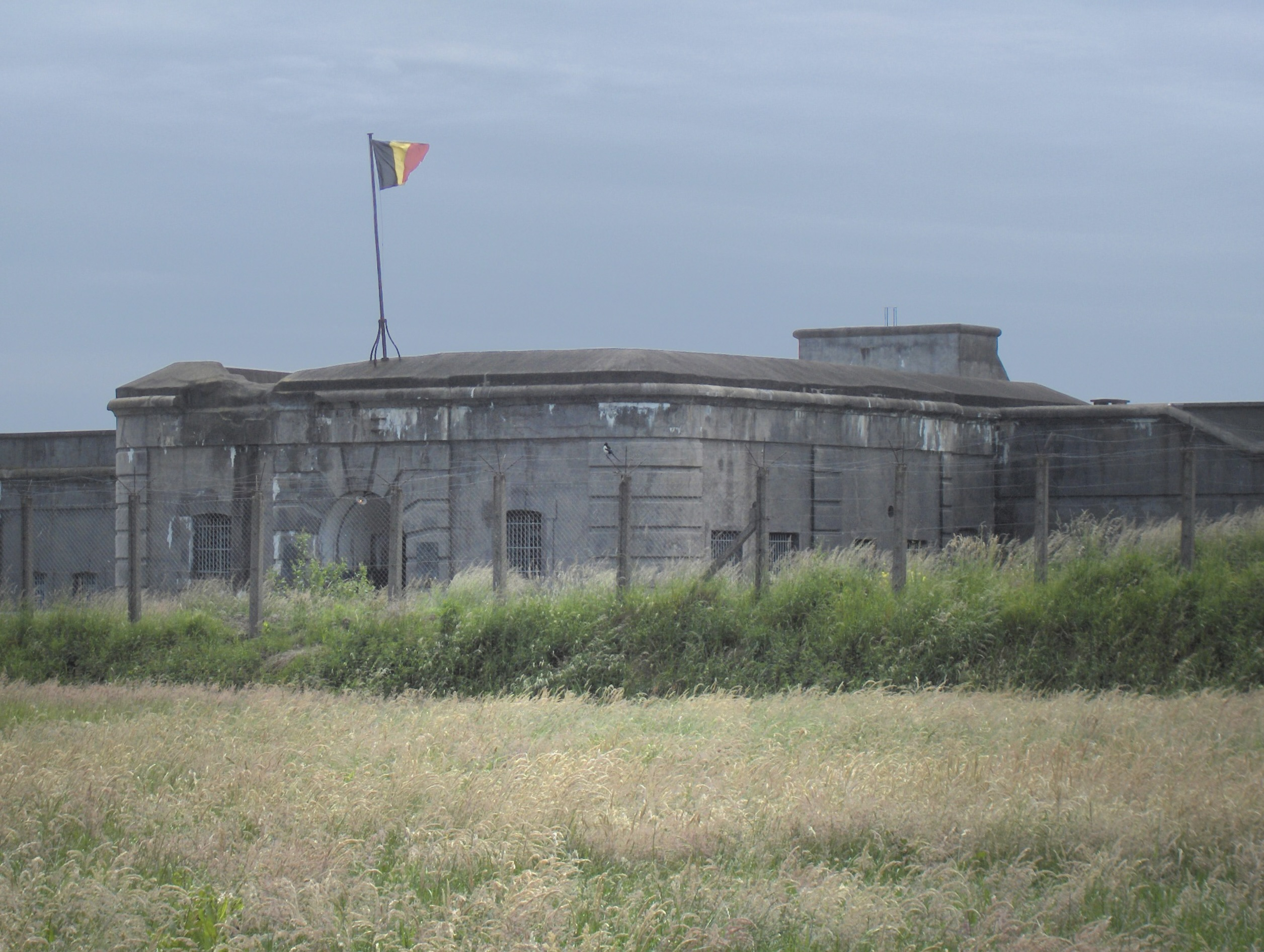
Fort Breendonk

Fort Breendonk är en befästning och ett krigsminnesmärke i Belgien.
Fort Breendonk byggdes mellan 1909 och 1914 som den yttre av två befästningsringar för att försvara Antwerpen på samma plats där det en gång funnits romerska befästningar. Platsen hade ursprungligen valts på grund av sin tillgång av rent vatten i ett område som fram till 1700-talet varit träskmark.
Fortet sträcker sig över ett område som är ungefär 260 meter långt och 106 meter brett och omges av en 40–50 meter bred vattengrav med ett genomsnittligt djup av 2,75 meter. Fortet är till stor del täckt av ett flera meter tjockt jordtäcke.
Under första världskriget föll fästningen för den tyska armén efter sju dagars belägring.
Under andra världskriget användes fortet under en kort tid som militärt högkvarter för kung Leopold III. Sedan han gett upp gjorde den tyska ockupationsmakten i september 1940 om det till fånglägret Auffanglager Breendork, bland annat som ett genomgångsläger för vidare transport till koncentrationsläger österut. Lägret blev beryktat för förhör och tortyr av skilda grupper av fångar. Av minst 3 500 fångar frisläpptes bara 458 ur lägret. Resterande dödades eller fördes till koncentrationsläger längre österut.
Fort Breendonk användes som interneringsläger för kollaboratörer efter Belgiens befrielse 1944 och sedan som statligt interneringsläger. 1947 förklarades Fort Breendonk för ett nationellt minnesmärke. Där finns nu utställningar om den tyska ockupationen i Belgien under andra världskriget.
Den närliggande staden Breendonk var under 1800-talet känd för sin nygotiska kyrka och för greve de Buisserets storslagna gård. Båda revs av den belgiska armén vid första världskrigets början för att ge fri sikt åt fortets kanonskyttar.